# Polyscias grandifolia
Polyscias grandifolia là một loài thực vật có hoa trong Họ Cuồng cuồng. Loài này được Volkens miêu tả khoa học đầu tiên năm 1901.